# Klaus Doldinger

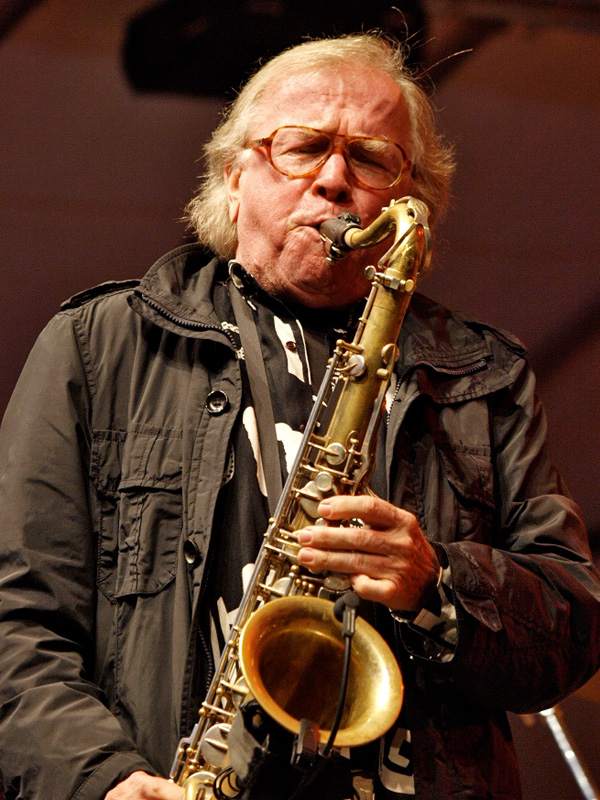
Klaus Doldinger, Offside Festival 2008, Geldern/Alemania.

Klaus Doldinger (Berlín, 12 de mayo de 1936) es un músico alemán, saxofonista tenor y soprano, especialmente reconocido en el mundo del jazz y de composición de bandas sonoras para películas (compuso buena parte de la aclamada música de La Historia interminable). 

## Vida y obra
Entró en el conservatorio musical de la ciudad de Düsseldorf en 1947, y se graduó en 1957. En sus años de estudiante, Doldinger se unió, desde 1953, y hasta 1955, al grupo alemán The Feetwarmers. Posteriormente, fundó el grupo Oscar's Trio, siguiendo el trabajo de Oscar Peterson. La faceta más conocida de Doldinger es su participación en la composición de algunas de las más reconocidas bandas sonoras de los últimos tiempos: la aclamada película alemana Das Boot (1981), y, poco después, de La Historia Interminable (1984).
Doldinger es uno de los músicos de jazz más reconocidos en Alemania, donde su proyecto Passport todavía tiene mucho éxito. Los actuales miembros de este grupo son: Peter O’Mara (guitarra), Roberto DiGioia (teclados), Patrick Scales (bajo), Ernst Stroer (percusión) y Christian Lettner (batería).
Doldinger se casó con Inge Beck en 1960; tienen tres hijos: Viola, Melanie y Nicolas Doldinger. Desde 1968 residen en Icking, una pequeña aldea bávara, al sur de Múnich.

## Premios
- 1997 Bavarian Film Awards Honorary Award[1]